# Thymelaea
Thymelaea là một chi chứa khoảng 30 loài cây bụi hoặc cây thân thảo thường xanh trong họ Thymelaeaceae, bản địa khu vực từ quần đảo Canary, Địa Trung Hải, về phía bắc tới miền trung châu Âu và về phía đông tới Trung Á.

## Các loài
| - Thymelaea antiatlantica - Thymelaea argentata - Thymelaea aucheri - Thymelaea broteriana - Thymelaea bulgarica - Thymelaea calycina - Thymelaea cilicica - Thymelaea × conradiae - Thymelaea coridifolia - Thymelaea dioica - Thymelaea gattefossei - Thymelaea granatensis - Thymelaea gussonei - Thymelaea hirsuta - Thymelaea lanuginosa - Thymelaea lythroides - Thymelaea mesopotamica | - Thymelaea microphylla - Thymelaea myrtifolia - Thymelaea nitida - Thymelaea passerina - Thymelaea procumbens - Thymelaea pubescens - Thymelaea putorioides - Thymelaea ruizii - Thymelaea salsa - Thymelaea sanamunda - Thymelaea sempervirens - Thymelaea subrepens - Thymelaea tartonraira - Thymelaea tinctoria - Thymelaea villosa - Thymelaea virescens - Thymelaea virgata |